# Jan Remans
Jan Remans (Genk, 1 januari 1940) is een voormalig Belgisch politicus van de VLD en senator.

## Levensloop
Beroepshalve werd hij reumatoloog. Van opleiding is hij doctor in de genees-, heel- en verloskunde aan de Katholieke Universiteit Leuven, doctor in de tropische geneeskunde aan de Université Lovanium in Kinshasa, licentiaat in de lichamelijke opvoeding aan de KU Leuven, doctor in de geneeskunde aan de Rijksuniversiteit Leiden en specialist in de sportgeneeskunde.

### Organisatorische loopbaan
In 1987 werd Remans afgevaardigd beheerder van het Medisch Centrum Genk en in 1988 werd hij lid van de Belgische Kamer van Deskundigen voor Gerechtelijke en Scheidsrechtelijke Opdrachten. Tevens werd hij in 1988 geneesheer-specialist in de revalidatie inzake sociale reclassering van de mindervaliden bij het ministerie van Volksgezondheid en in 1989 geneesheer-specialist in de reumatologie bij de Gerechtelijke Geneeskundige Dienst.
Daarnaast was hij van 1995 tot 1999 lid van de raad van bestuur van het Limburgs Universitair Centrum en werd hij in 1995 lid van de Raad Euregio-Maas-Rijn.

### Politieke loopbaan
Remans werd politiek actief bij de VLD. Van 1994 tot 1999 was hij provincieraadslid van Limburg voor de partij.
Daarna was hij van 1999 tot 2003 lid van de Senaat als gecoöpteerd senator.